# Лебанон (Коннектикут)
Лебанон (англ. Lebanon) — місто (англ. town) в США, в окрузі Нью-Лондон штату Коннектикут. Населення — 7142 особи (2020).

## Демографія
Згідно з переписом 2010 року, у місті мешкало 7308 осіб у 2644 домогосподарствах у складі 2033 родин. Було 3125 помешкань
Расовий склад населення:
| - 95,8 % — білих - 1,1 % — чорних або афроамериканців - 0,6 % — корінних американців - 0,6 % — азіатів |

До двох чи більше рас належало 1,4 %. Частка іспаномовних становила 2,7 % від усіх жителів.
За віковим діапазоном населення розподілялося таким чином: 24,1 % — особи молодші 18 років, 64,4 % — особи у віці 18—64 років, 11,5 % — особи у віці 65 років та старші. Медіана віку мешканця становила 42,7 року. На 100 осіб жіночої статі у місті припадало 102,3 чоловіків;  на 100 жінок у віці від 18 років та старших — 102,2 чоловіків також старших 18 років.
Середній дохід на одне домашнє господарство  становив 105 825 доларів США (медіана — 93 531), а середній дохід на одну сім'ю — 114 350 доларів (медіана — 100 109). Медіана доходів становила 68 200 доларів для чоловіків та 62 855 доларів для жінок. За межею бідності перебувало 5,1 % осіб, у тому числі 2,2 % дітей у віці до 18 років та 5,6 % осіб у віці 65 років та старших.
Цивільне працевлаштоване населення становило 3873 особи. Основні галузі зайнятості: освіта, охорона здоров'я та соціальна допомога — 30,6 %, роздрібна торгівля — 13,0 %, виробництво — 10,9 %.